# Gare de Grenoble-Universités-Gières
Pour les articles homonymes, voir Gare de l'Université.
La gare de Grenoble-Universités-Gières est une gare ferroviaire française de la ligne de Grenoble à Montmélian, située sur le territoire de la commune de Gières, dans la métropole grenobloise et dans le département de l'Isère, en région Auvergne-Rhône-Alpes.
Elle est mise en service en 1864 par la Compagnie des chemins de fer de Paris à Lyon et à la Méditerranée (PLM). C'est une gare de la Société nationale des chemins de fer français (SNCF), desservie par des trains TER Auvergne-Rhône-Alpes.

## Situation ferroviaire
Établie à 216 mètres d'altitude, la gare de Grenoble-Universités-Gières est située au double point kilométrique (PK) 141,998 et 6,852 de la ligne de Grenoble à Montmélian, entre les gares ouvertes d'Échirolles et de Lancey. Elle est séparée de cette dernière par la gare aujourd'hui fermée de Domène.

## Historique
Le 15 septembre 1864, mise en service de la ligne Grenoble - Montmélian (50 km), et de la gare de « Gières-Uriage », construite par le PLM au plus près de Saint-Martin-d'Hères, à l'époque cette dernière commune ayant refusé l'implantation d'une gare sur son territoire. En 1962, la gare de « Gières-Uriage » ne porte plus que le nom de « Gières ». Après la déviation de la ligne Grenoble-Montmélian, en octobre 1967, l'une des 2 voies d'origine a été déposée. La seconde a été déposée seulement en 1975, entre le quartier de la Capuche et Saint-Martin-d'Hères, après la fermeture des embranchements particuliers des industries de cette commune (Neyrpic, Brun). Seule a subsisté jusqu'en 2008 la desserte des embranchés de la Capuche qui est utilisée en 1986 pour l'acheminement par wagons des rails et traverses destinés à la ligne A du tramway alors en construction.
La gare devait fermer à la fin des années 1970 avec seulement 1900 francs de l'époque (un peu moins de 290 euros) de recettes mensuelles. C'est l'action des associations d'usagers qui a permis non seulement de maintenir la gare, mais de la développer pour en faire la gare du domaine universitaire,. La rénovation du bâtiment voyageurs est inaugurée en octobre 1988. Cette rénovation est financée par la commune de Gières avec des coloris choisis par des étudiants en architecture. La gare prend le nom de « Gières-Campus ». Lors de la réfection de la gare, les inscriptions « Gières-Uriage » sont réapparues sous les anciennes couches de peintures.
Le 29 septembre 1996, la gare prend le nom de « Grenoble-Universités-Gières ». C'est alors la seconde gare de l'agglomération grenobloise. À cette occasion, tous les trains TER s'y arrêtent, y compris les trains Valence - Grenoble - Annecy et les trains Valence - Grenoble - Genève.
La nuit du 4 au 5 août 2005, deux ponts rails de 120 tonnes sont posés à l'aide d'une grue de 700 tonnes afin de supprimer le passage à niveau de la gare. En 2007, des travaux ont permis d'ajouter une voie à quai (passant alors de 3 à 4) dans le but d'accueillir les rames réversibles en provenance de Lyon-Perrache et de Rives. Une vélo-station (Métrovélo) est créée en mai 2008.
La gare accueille une antenne-relais pour la téléphonie mobile.
La gare de Grenoble-Universités-Gières voit transiter 2 000 voyageurs par jour.

## Service des voyageurs

### Desserte

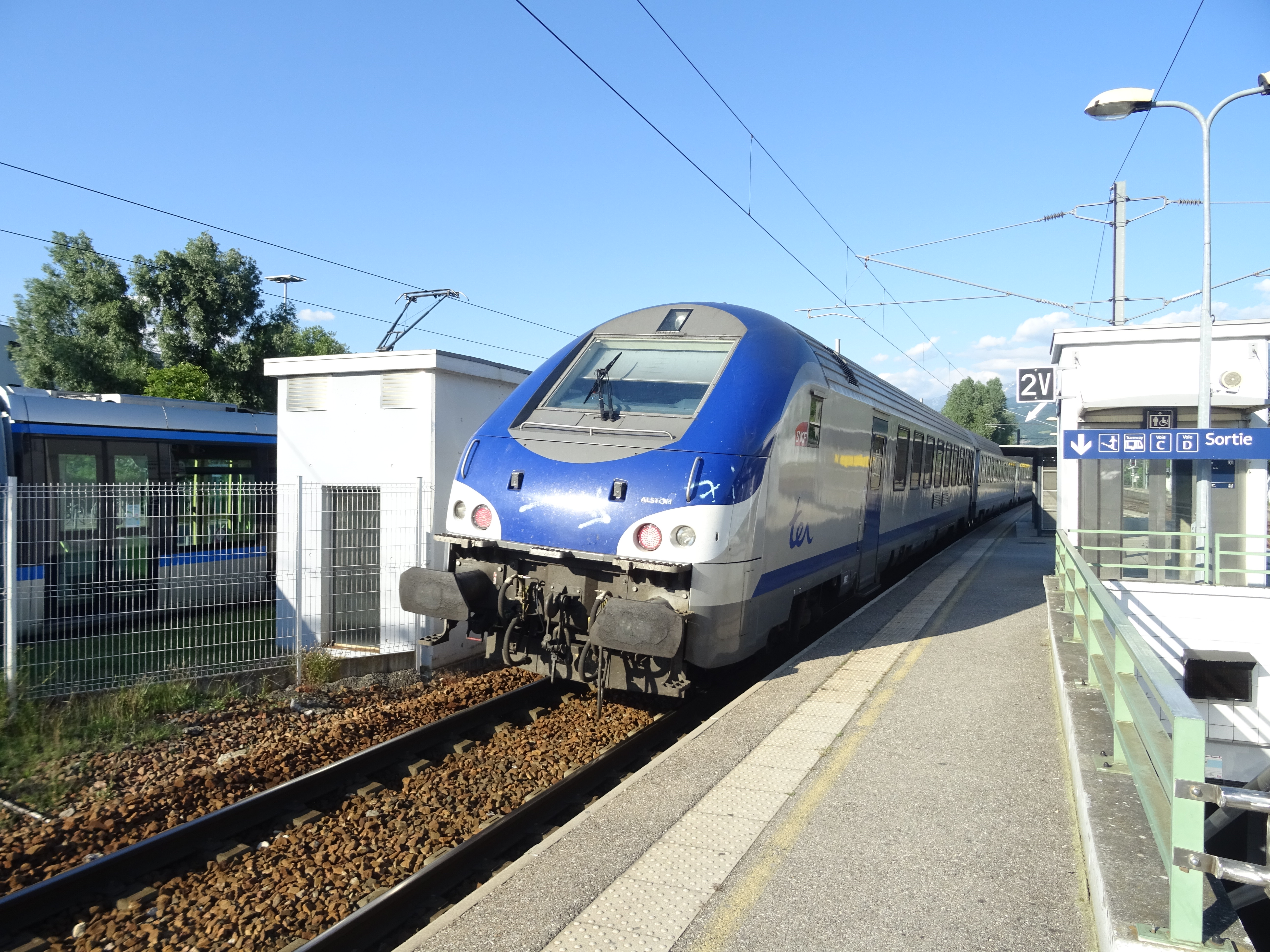
Départ d'une rame Corail à destination d'Annecy voie A.

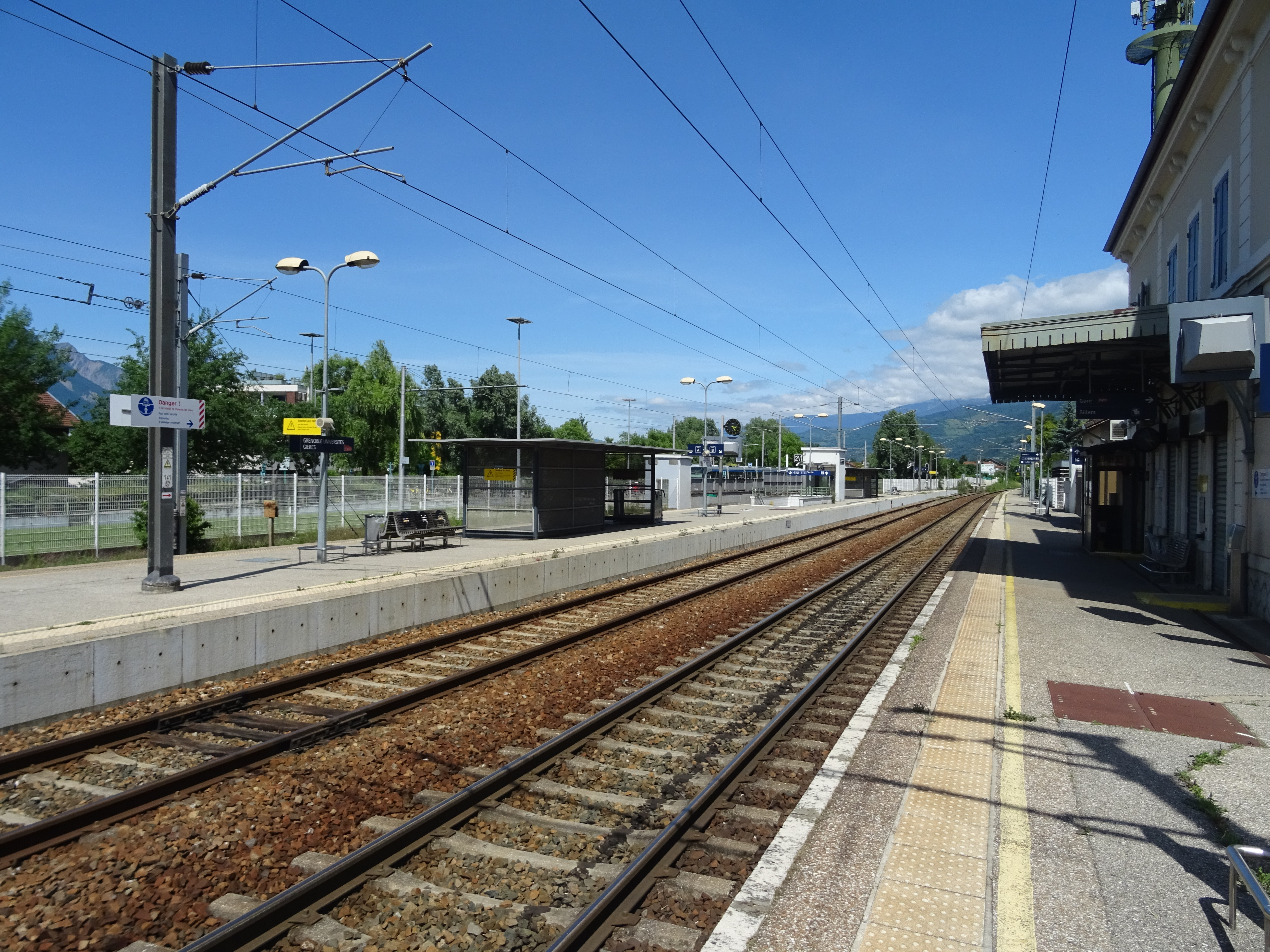
Les quais de la gare.

Depuis le 9 décembre 2007, la gare est desservie par des TER Auvergne-Rhône-Alpes cadencés aux 20 minutes en heures de pointe entre Rives et Grenoble-Universités-Gières.
Les autres relations desservant la gare sont les suivantes :
- Grenoble-Universités-Gières - Chambéry.
- Grenoble-Universités-Gières - Genève via Chambéry et Bellegarde
- Grenoble-Universités-Gières - Annecy via Chambéry
- Grenoble-Universités-Gières - Saint-Marcellin
- Grenoble-Universités-Gières - Valence-Ville via Saint-Marcellin
- Grenoble-Universités-Gières - Saint-André-le-Gaz via Moirans

### Intermodalité
Cette gare est un pôle multimodal desservi par le réseau TAG avec la ligne B du tramway de Grenoble (dont le prolongement jusqu'à la gare est inauguré le 20 mars 2006) et les lignes de bus 24, 23 et 43, par les lignes d'autocars T81, T87, T88 et T89 du réseau Cars Région Isère et par les lignes de bus G70 et 707 (service estival) du réseau de bus TouGo. Il existe une consigne à vélos pour les abonnés (vélo-station) et des parcs à vélos. La ligne B du tramway permet un accès rapide au campus grenoblois (Grenoble Universités) de Saint-Martin-d'Hères et Gières, puis au centre hospitalier universitaire Grenoble-Alpes à La Tronche.
Les lignes 24, 23 ou 43 desservent le centre-ville de Gières.